# Bryan Alwyn Barlow
Bryan Alwyn Barlow ( 1933) es un botánico australiano, que se desempeñó como Director del Herbario Nacional Australiano, desde 1981. Ha trabajado extensamente en la taxonomía de las familias Loranthaceae, y Myrtaceae.
Perteneció al Comité de Miembros de la "Flora de Australia", entre 1982 a 1984, y de 1986 a 1988.

## Algunas publicaciones

### Libros
- 1959. Cytological studies in the genus Casuarina. 206 pp.
- 1986. Flora and fauna of alpine Australasia: ages and origins. Ed. Brill. 543 pp. ISBN 9004081712 en línea

## Honores

### Eponimia
- (Loranthaceae) Macrosolen barlowii Wiens[2]
- (Loranthaceae) Psittacanthus barlowii Kuijt[3]
- (Myrtaceae) Melaleuca barlowii Craven[4]

- La abreviatura «Barlow» se emplea para indicar a Bryan Alwyn Barlow como autoridad en la descripción y clasificación científica de los vegetales.[5]